# The Gadfly
The Gadfly é um romance de Ethel Lilian Voynich, publicado em junho de 1897 nos Estados Unidos e em setembro do mesmo ano no Reino Unido.

## Sinopse
A história se passa na década de 1840 na Itália, sob o domínio austríaco, época de rebeliões e levantes, e gira em torno da vida do protagonista Arthur Burton, membro do Movimento Jovem, e seu antagonista, Padre Montanelli. Uma trama paralela envolvendo o trágico relacionamento de Arthur e sua amada, Gemma, percorre a história. É uma história de fé, desencanto, revolução, romance e heroísmo.

## Inspiração
De acordo com o historiador Robin Bruce Lockhart, Sidney Reilly — um aventureiro de ascendência russa, contratado pelo Serviço Secreto de Inteligência britânico— conheceu Ethel Voynich em Londres, em 1895. Ethel Voynich era uma figura proeminente, não somente na cena literária de fins da era vitoriana, mas também nos círculos de emigrados russos. Lockhart afirma que Reilly e Voynich tiveram um relacionamento íntimo e que viajaram para a Itália juntos. Durante esta estadia panorâmica, Reilly aparentemente "desnudou sua alma para a amante", e revelou a história de sua estranha juventude na Rússia. Depois que o affair terminou, Voynich publicou em 1897 seu romance aclamado pela crítica, The Gadfly, cujo personagem central, Arthur Burton, teria sido baseado na vida pregressa de Sidney Reilly. Todavia, Andrew Cook, famoso biógrafo de Reilly, desqualifica a versão romanceada de tais eventos, e contra-argumenta que Reilly na verdade estivesse espionando as a(c)tividades radicais pró-emigrados de Voynich, para William Melville do Metropolitan Police Special Branch.

## Adaptações cinematográficas
- 1928. Filme georgiano (Krazana), dirigido por Kote Mardjanishvili.
- 1955. O diretor soviético Aleksandr Fajntsimmer adaptou o livro num filme homônimo: Овод (Ovod, em russo).
- 1980. Filme de Nikolai Mashchenko com Andrei Kharitonov, Sergei Bondarchuk e Anastasiya Vertinskaya.